# ボーマン嚢

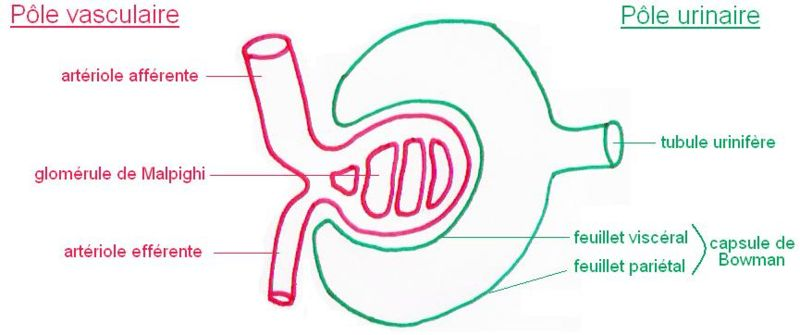
赤い部分が糸球体、緑色の部分がボーマン嚢

ボーマン嚢（ボーマンのう）は、ネフロンにおける尿細管の起点を構成する部分である。糸球体包とも呼ばれる。ボーマン嚢は糸球体を収納した構造をしており、糸球体の血液からボーマン嚢に濾過された体液はネフロンそれぞれの過程を経て尿となる。この過程は限外濾過として知られている。

## 構造
ボーマン嚢外部には血管極と尿極の2つの極がある。
- 血管極：輸入細動脈と輸出細動脈のある側で、遠位尿細管の一部。
- 尿極：ボーマン嚢と近位尿細管との連結部。

ボーマン嚢の層構造は次のとおりである。
| 壁側葉             | 扁平上皮の一重膜で濾過機能はない。                                                         |
| ボウマン腔（尿腔） | 壁側葉と臓側葉の間にあり、蛸足細胞の濾過スリットで濾過が行われる。                         |
| 臓側葉             | 厚い糸球体基底膜のすぐ下にあり、蛸足細胞で構成されている。臓側葉のすぐ下には糸球体がある。 |

## 機能
ボーマン嚢の血液濾過の過程は限外濾過（糸球体濾過）であり、濾過の標準速度は125ml/分である。
約30kDa以下のタンパク質は組織膜を自由に透過するが、いくつかの分子は蛸足細胞の組織膜によって透過が妨げられている。水、グルコース、塩(NaCl)、アミノ酸、尿素のような小さな分子はボーマン腔へ自由に透過するが、細胞や血小板、大きなタンパク質は透過されない。結果、近位尿細管に入るときの濾過液の成分は血漿のそれとほとんど同じになる。

## 臨床
糸球体濾過率(GFR)の測定は、腎臓機能の診断に使われる。糸球体濾過率の低下は腎不全の兆候の1つである。

## 名称の由来
ボーマン嚢の名称は、イギリスの外科医・解剖学者のウィリアム・ボーマンにちなむ。また、腎小体の別名のマルピーギ小体はイタリアの医師・生物学者のマルチェロ・マルピーギにちなんでいる。しかしこの名称は、脾臓のマルピーギ小体との混乱を避けるのため広くは使用されない。